# Basaal membraan

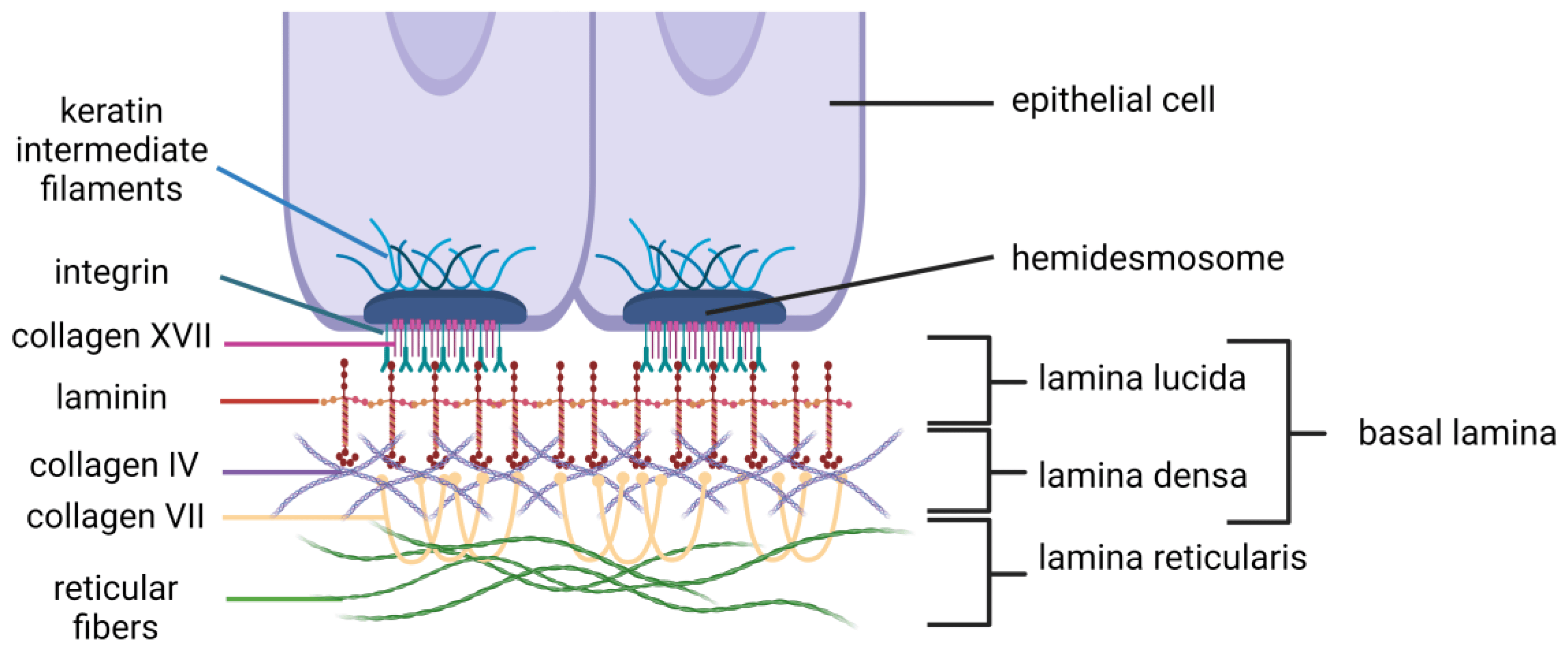
Basale membraanzones van het epitheel

Het basale membraan (basaalmembraan is een germanisme), membrana basalis, basilemma of grondvlies is een dun vezelig laagje dat zich onder het endotheel en het epitheel van de meeste organen bevindt. Het wordt gevormd door collageen type IV, laminine, heparaansulfaat, proteoglycanen en entactine.
Met behulp van een elektronenmicroscoop kunnen drie lagen onderscheiden worden:
- lamina lucida, in contact met de cellen (30 nm (nanometer) dik )
- lamina densa (30-50 nm dik)
- lamina fibroreticularis (10 nm dik)

De functies van het basale membraan zijn:
- ondersteuning van celstructuren
- mechanische barrière: het basale membraan beperkt het territorium van de epitheelcellen. Infiltratieve tumoren worden tegengehouden door het basale membraan. Een primaire tumor wordt nog tegengehouden door het basale membraan, terwijl een secundaire tumor het basale membraan perforeert
- verankering van cellen: bij epidermolysis bullosa, een ernstige, erfelijke ziekte is deze verankering afwezig
- ultrafiltratie van het bloed ter hoogte van de renale glomeruli. Ook de negatieve lading van het basale membraan speelt hier een belangrijke rol. Afwijkingen van deze negatieve lading veroorzaken minimal change disease
- genezing van wonden: het basale membraan begeleidt de epitheelcellen tijdens het regeneratieproces